# Thomas Krefeld
Thomas Krefeld (* 1955 in Oelde) ist ein deutscher Romanist.

## Leben
Nach dem Studium (1973–1980) der Romanistik, Germanistik und Philosophie an der Albert-Ludwigs-Universität Freiburg und dem Staatsexamen 1980 war er von 1980 bis 1984 Lektor des DAAD an den Universitäten Temeswar/Timișoara und Bordeaux III. Nach der Promotion 1984 war er von 1985 bis 1995 Akademischer Rat an der Johannes Gutenberg-Universität Mainz und seit der Habilitation 1995 bis zum Ruhestand 2021 Professor für Romanische Sprachwissenschaft an der Ludwig-Maximilians-Universität München. Von 2001 bis 2016 war er im Vorstand (2013–2016 als Vorsitzender) des Instituts für deutsche Kultur und Geschichte Südosteuropas an der LMU München. Seine Hauptarbeitsgebiete sind Phonologie, Semantik, Variationslinguistik, Migrationslinguistik, Geolinguistik, Entstehung und Entwicklung der romanischen Sprachen. In methodologischer Hinsicht wird – in der Tradition der Wahrnehmungsdialektologie – der Perzeption sprachlicher Merkmale durch die Sprecher besondere Aufmerksamkeit gewidmet. Vor dem Hintergrund der FAIR-Prinzipien und der Implementierung eines nachhaltigen Forschungsdatenmanagements gilt ein besonderes Interesse der Überführung der genannten sprachwissenschaftlichen Bereiche in die Digital Humanities. Gemeinsam mit Christian Riepl und Stephan Lücke engagiert er sich für die verlagsunabhängige direkte Publikation von Forschungsergebnissen und -daten im Internet.

## Schriften (Auswahl)
- Zwischen Fach- und Standessprache. Das französische Gerichtsurteil in linguistischer Sicht, Bern usw. 1984.
- Wortgestalt und Vokalsystem in der Italoromania. Plädoyer für eine gestaltphonologische Rekonstruktion des romanischen Vokalismus, Kiel 1999.
- mit Stephan Lücke (Hrsg.): Atlante sintattico della Calabria – AsiCa, online 2007-; nach Überarbeitung durch Veronika Gacia und Tobias Englmeier als AsiCa 2.0, online 2019.
- mit Stephan Lücke: Audioatlas siebenbürgisch-sächsischer Dialekte (ASD), online 2009-.
- mit Elissa Pustka (Hrsg.): Perzeptive Varietätenlinguistik, Frankfurt 2010.
- mit Elissa Pustka (Hrsg.): Perzeptive Linguistik: Phonetik, Semantik, Varietäten, Stuttgart 2014.
- mit Stephan Lücke (Hrsg.): VerbaAlpina. Der alpine Kulturraum im Spiegel seiner Mehrsprachigkeit, online 2014-.
- mit Roland Bauer (Hrsg.): Lo spazio comunicativo dell’Italia e delle varietà italiane., online 2022.